# Mediameeting
 (juillet 2021).
La mise en forme du texte ne suit pas les recommandations de Wikipédia : il faut le « wikifier ».
Les points d'amélioration suivants sont les cas les plus fréquents. Le détail des points à revoir est peut-être précisé sur la page de discussion.
- Les titres sont pré-formatés par le logiciel. Ils ne sont ni en capitales, ni en gras.
- Le texte ne doit pas être écrit en capitales (les noms de famille non plus), ni en gras, ni en italique, ni en « petit »…
- Le gras n'est utilisé que pour surligner le titre de l'article dans l'introduction, une seule fois.
- L'italique est rarement utilisé : mots en langue étrangère, titres d'œuvres, noms de bateaux, etc.
- Les citations ne sont pas en italique mais en corps de texte normal. Elles sont entourées par des guillemets français : « et ».
- Les listes à puces sont à éviter, des paragraphes rédigés étant largement préférés. Les tableaux sont à réserver à la présentation de données structurées (résultats, etc.).
- Les appels de note de bas de page (petits chiffres en exposant, introduits par l'outil «  Source ») sont à placer entre la fin de phrase et le point final[comme ça].
- Les liens internes (vers d'autres articles de Wikipédia) sont à choisir avec parcimonie. Créez des liens vers des articles approfondissant le sujet. Les termes génériques sans rapport avec le sujet sont à éviter, ainsi que les répétitions de liens vers un même terme.
- Les liens externes sont à placer uniquement dans une section « Liens externes », à la fin de l'article. Ces liens sont à choisir avec parcimonie suivant les règles définies. Si un lien sert de source à l'article, son insertion dans le texte est à faire par les notes de bas de page.
- La présentation des références doit suivre les conventions bibliographiques. Il est recommandé d'utiliser les modèles {{Ouvrage}}, {{Chapitre}}, {{Article}}, {{Lien web}} et/ou {{Bibliographie}}. Le mode d'édition visuel peut mettre en forme automatiquement les références.
- Insérer une infobox (cadre d'informations à droite) n'est pas obligatoire pour parachever la mise en page.

Pour une aide détaillée, merci de consulter Aide:Wikification.
Si vous pensez que ces points ont été résolus, vous pouvez retirer ce bandeau et améliorer la mise en forme d'un autre article.
Mediameeting est un opérateur de médias audio fondé en janvier 2004, qui produit des radios et
des podcasts pour des entreprises et des collectivités. Mediameeting réalise également de l'information voyageurs, comme des formations à l’info trafic ou des prestations sur les réseaux
sociaux.
Le groupe Mediameeting opère la radio d’autoroute Sanef 107.7 et contrôle l’agence de presse audio A2PRL (ex-AFP Audio, rachetée à Lagardère en 2014) ainsi que quatre radios FM locales grand
public (Radio Bassin d’Arcachon, Gold FM, 47 FM et Toulouse FM). La société Mediameeting Régie commercialise une partie des espaces publicitaires des radios locales.
En octobre 2021, le groupe Mediameeting lance AirZen Radio, une radio axée sur le mieux-être, le mieux-vivre et le mieux-consommer, sélectionnée par le CSA le 6 mars 2019 pour une diffusion sur le territoire métropolitain en DAB+ métropolitain,.

## Historique
Anne-Marie de Couvreur, Frédéric Courtine et Jean-Louis Simonet sont les trois associés fondateurs du Groupe Mediameeting. Consultante à la direction de la Communication de France Télécom, Anne-
Marie de Couvreur lance au début des années 2000 un projet expérimental de radio d’entreprise pour le groupe de télécommunications, nommé “les ateliers de la Com”, en partenariat avec Sud
Radio. À cette époque, la station est dirigée par Frédéric Courtine, et Jean Louis Simonet est le directeur des productions.
En 2003, le projet Mediameeting Radio entre dans l’incubateur du Groupe France Télécom et y reste durant une année. Cette même année, Mediameeting sort Lauréat de L’Ecole des Entrepreneurs de
France Télécom. Mediameeting SAS est ensuite créée en janvier 2004.

## Développement de l'activité
Mediameeting réalise deux levées de fonds auprès de Midi Capital (Caisses d'Epargne de Midi-Pyrénées) en juillet 2008 et en juillet 2010. En 2009, le groupe collabore avec la SNCF, qui sollicite Mediameeting pour opérer des radios d’information des lignes ferroviaires.
En 2014, Sanef choisit Mediameeting pour ses radios d'autoroute. Le groupe acquiert A2PRL (ex-AFP audio), agence de presse française.
En 2015, Mediameeting effectue une levée de fonds propres auprès d’Isatis Capital. En 2020, la PME compte 220 salariés et réalise un chiffre d’affaires de 11 millions d’euros,.

## Podcasts et radios d'entreprises
Mediameeting créé et diffuse tous les jours des programmes de communication interne et de communication externe. TotalEnergies, les Mousquetaires (Intermarché, Bricomarché, Netto, ...), Carglass, Arkopharma, Burger King figurent parmi les clients de Mediameeting.

## Distinctions
- Entreprise labelisée Oséo “Entreprise innovante” en juin 2010[11]
- Grand Prix du Brand Content- Lauréat d’Or - Catégorie Services – 2018 pour Carglass Radio[12]
- Top/Com Grands Prix Prix OR 2019 pour la radio interne de Burger King[13]
- Trophée du meilleur podcast de marque du salon de la radio de l’année en janvier 2020 pour le podcast des 50 ans des Mousquetaires